# 花蓮縣吉安鄉民代表會
花蓮縣吉安鄉民代表會是中華民國花蓮縣吉安鄉的最高民意機關，位於花蓮縣吉安鄉吉安路二段110號。

## 選區劃分
吉安鄉民代表為公民直選，共劃分4個選區，共有14席，當屆第22屆吉安鄉民代表任期由2022年12月25日到2026年12月24日止。各區應選鄉民代表人數：
- 第一選區：（5席）
太昌村、永安村、北昌村、勝安村、宜昌村、南昌村
- 第二選區：（3席）
慶豐村、吉安村、福興村、南華村、干城村
- 第三選區：（4席）
仁里村、稻香村、永興村、仁和村、光華村、東昌村、仁安村
- 第四選區：（2席）
平地原住民

## 本屆代表
| 選區     | 政黨       | 姓名   | 備註                  |
| -------- | ---------- | ------ | --------------------- |
| 第一選區 | 無黨籍     | 劉靜文 | 就職前退出 中國國民黨 |
| 第一選區 | 民主進步黨 | 黃登科 |                       |
| 第一選區 | 中國國民黨 | 姜景文 |                       |
| 第一選區 | 中國國民黨 | 林宗達 |                       |
| 第一選區 | 民主進步黨 | 蘇文將 |                       |
| 第二選區 | 無黨籍     | 高德安 | 就職前退出 中國國民黨 |
| 第二選區 | 無黨籍     | 温文谷 |                       |
| 第二選區 | 中國國民黨 | 黃金發 | 現任副主席            |
| 第三選區 | 中國國民黨 | 彭建華 |                       |
| 第三選區 | 中國國民黨 | 邱美雲 | 現任主席              |
| 第三選區 | 中國國民黨 | 詹益萬 |                       |
| 第三選區 | 臺灣民眾黨 | 楊靖妍 |                       |
| 第四選區 | 中國國民黨 | 震華   |                       |
| 第四選區 | 中國國民黨 | 林志忠 |                       |

## 政黨席次
| 政黨       | 當選席次 | 備註 |
| ---------- | -------- | ---- |
| 中國國民黨 | 8席      |      |
| 民主進步黨 | 2席      |      |
| 臺灣民眾黨 | 1席      |      |
| 無黨籍     | 3席      |      |

## 外部連結
- 花蓮縣吉安鄉民代表會 （页面存档备份，存于）